# Epiplema figuraria
Epiplema figuraria är en fjärilsart som beskrevs av Walker 1861. Epiplema figuraria ingår i släktet Epiplema och familjen Uraniidae. Inga underarter finns listade i Catalogue of Life.